# توني جيتر
توني جيتر (بالإنجليزية: Tony Jeter)‏ هو لاعب كرة قدم أمريكية أمريكي، ولد في 8 سبتمبر 1944.